# Oxyopes minutus
Oxyopes minutus är en spindelart som beskrevs av Biswas et al. 1996. Oxyopes minutus ingår i släktet Oxyopes och familjen lospindlar. Inga underarter finns listade i Catalogue of Life.